# Electric Light Orchestra
|  | No s'ha de confondre amb Elo. |

L'Electric Light Orchestra, també coneguda com a ELO, fou un grup de rock de Birmingham, Regne Unit que va publicar dotze àlbums entre 1971 i 1986, un altre el 2001 i un darrer el 2015. El director del grup, i eix vertebrador durant la major part de la seva història, va ser Jeff Lynne.
L'ELO va ser un dels grups amb més vendes del món; entre altres fites, va aconseguir situar 20 dels seus senzills a la llista des 20 més venuts del Regne Unit i quinze a la dels Estats Units.
El nom del grup és un joc de paraules, basat no solament en la llum elèctrica (electric light) representada per una bombeta que apareix a les seves primeres portades, sinó també en les light orchestras, orquestres amb només uns quants violoncels i violins que foren populars al Regne Unit durant la dècada de 1960.

## Discografia
| Títol                        | Any de publicació |
| ---------------------------- | ----------------- |
| The Electric Light Orchestra | 1971              |
| ELO 2                        | 1973              |
| On the Third Day             | 1973              |
| Eldorado, A Symphony         | 1974              |
| Face the Music               | 1975              |
| A New World Record           | 1976              |
| Out of the blue              | 1977              |
| Discovery                    | 1979              |
| Xanadu                       | 1980              |
| Time                         | 1981              |
| Secret Messages              | 1983              |
| Balance of Power             | 1986              |
| Zoom                         | 2001              |
| Alone in the Universe        | 2015              |